# River of Souls
River of Souls is een studiomuziekalbum van de Amerikaanse zanger en multi-instrumentalist Dan Fogelberg. Fogelberg had zich mede door een schrijversblok teruggetrokken in Colorado en liet de muziekindustrie links liggen. Zo af en toe kwamen er mede door zijn ziekte nog opnamen vrij, waarvan dit er één is. Er speelden vele musici mee, die per opname ingehuurd waren. Zijn muziek wijzigde daarbij nauwelijks.

## Musici
- Dan Fogelberg – alle muziekinstrumenten behalve:
- Mike Botts – slagwerk (1), (3), (8),(10)
- Lenny Castro - conga, timbales (1) (5)
- Vince Melamed - elektronische marimba (1)
- Bill Bergman, Dennis Farias, Daniel Fornero – blaasinstrumenten (1) (5)
- Stephen Kupka - baritonsaxofoon – blaasinstrument (1) (5)
- Russ Kunkel – slagwerk (2), (4), (9); percussie (3), (6), (7)
- Mike Porcaro – basgitaar (2)
- Michael Hanna – keyboards (2)
- Alex Acuna - percussie, conga, udu (2), (9)
- Larry Klein – basgitaar (2),(9)
- Pam Boulding - dulcimers (3)
- Philip Boulding - harp, whistle, pennywhistle, Celtic harp (3)
- Gene Elders - viool (4)
- Mike Finnegan - orgel (5), (10)
- Julia Tillman Waters, Oren Waters en Maxine Willard Waters – achtergrondzang (5) (6) (7)
- Lebolang Morake, Ronald Kunene, Abner Mariri – achtergrondzang (6)
- Carlos Vega – slagwerk (7)
- Robert McEntee – elektrische gitaar (7), (8)
- Bob Glaub – basgitaar (8),(10)
- Billy Payne – piano (9)

## Composities
Allen van Fogelberg
1. "Magic Every Moment" – 4:22 (een duif vliegt tegen een raam van zijn woning aan en zijn schrijversblok is even weg)
2. "All There Is" – 4:34 (voor Donald Trump)
3. "The Minstrel" – 4:42
4. "Faces of America" – 6:09 (kwam tot stand in een droom)
5. "Holy Road" – 6:01
6. "Serengeti Moon" – 4:45
7. "Higher Ground" – 5:50
8. "A Love Like This" – 3:57
9. "River of Souls" – 6:11
10. "A Voice for Peace" – 5:51 (kwam tot stand de nacht dat de VS Irak binnenviel)